# صليب كل الشعوب
صليب كل الشعوب هو صليب ضخم موجود في قرية بسكنتا بلبنان.بُنِي الصليب قرب الكنيسة التي يعود تاريخها إلى عام 1898 على أرض تابعة للرهبانية اللبنانية المارونية.صليب كل الشعوب هو أكبر صليب مضيئ في العالم، تم افتتاحه في 13 سبتمبر 2010 في عشية عيد الصليب وقد تم بناؤه من قبل الكنيسة المارونية وتنظيم الكاثوليكية الفرنسية «رابطة تير دو ديو» من قبل إخوة يسوع وفرانسوا إيبانيز، وعُقِد التنصيب بعد القداس في حضور مسؤولين لبنانيين رفيعي المستوى والسفير الفرنسي في لبنان دينيس بيتون ورجال الدين والآلاف من المؤمنين، وبعد انتهاء الحفل، أُطلِقت الألعاب النارية وأُطلِق الحمام.
عيد الصليب هو ذكرى اكتشاف صليب المسيح القديسة هيلانة، والدة الإمبراطور الروماني قسطنطين الأول، يوم 14 سبتمبر 326، في لبنان يحتفل بالعيد كل عام في المدن والبلدات المسيحية مع المواكب المزدحمة، ويحمل خلالهها الناس المشاعل ويزورون قمم الجبال، ويعقدون الصلاة وتشتعل النيران.
بدأ العمل على النصب التذكاري في 25 نوفمبر 2008، وقد تم يوم 27 يونيو 2010 وتكلف حوالي 1.5 مليون دولار أمريكي المكتسبة أساسا من خلال التبرعات، وقد تم تجهيز الصليب باثنين من المصاعد التي تسمح تصل ل 300 زائر بالوصول إلى منصة يبلغ ارتفاعها 300 متر مربع (3200 قدم مربع).

## وصلات خارجية
- رابطة تير دو ديو نسخة محفوظة 13 فبراير 2013 at Archive.is

‌